# Perarella abyssicola
Perarella abyssicola är en nässeldjursart som först beskrevs av Ernst Haeckel 1889.  Perarella abyssicola ingår i släktet Perarella och familjen Cytaeididae. Inga underarter finns listade i Catalogue of Life.